# Нина Савчић
Нина Савчић (Београд, 13. маја 1970) српска је књижевница, ликовна уметница, теоретичарка културе и медија, дизајнерка и колумнисткиња.

## Биографија
Нина Савчић рођена је и одрасла у Београду. Дипломирала је на Филолошком факултету у Београду на одсеку Српски језик и књижевност и на Факултету примењених уметности на одсеку Унутрашња архитектура. Магистрирала је Теорију уметности и медија. Магистарски рад објављен је под називом Њујорк у филмовима Мартина Скорсезеа: анализа локалистичких ситуација. Докторске студије је завршила на Факултету драмских уметности, на смеру Теорија драмских уметности, медија и културе и одбранила доктоску дисертацију под називом Теорије ситкома (амерички ситком, 1980-2016).

## Књиге
- Власник свега нашег, Архипелаг, Београд, 2019.  978-86-523-0283-3.  276338956
- У ланцима, Архипелаг, Београд, 2021.  978-86-523-0343-4.  47010825

## Награде
- Награда „Исидора Секулић”, 2019.